# ドイッチュ番号

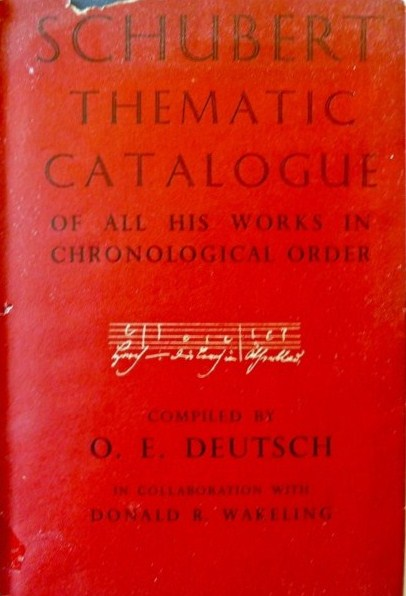
Deutsch-Verzeichnis 1951

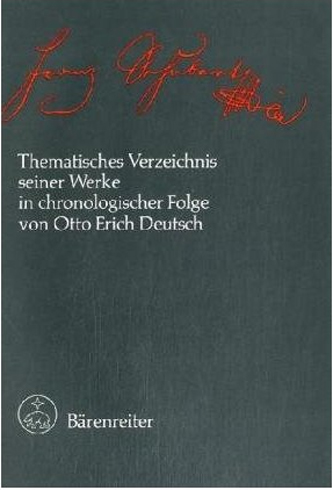
Deutsch-Verzeichnis 1978

ドイッチュ番号（ドイッチュばんごう、ドイチュ番号とも言う）は、フランツ・シューベルトの作曲した作品に付けられている番号。オットー・エーリッヒ・ドイッチュによって1951年に作られた英語の作品目録 "Franz Schubert – Thematic Catalogue of all his works in chronological order"（シューベルト年代順作品表題目録）で附された番号である。Dと略記され、「D 123」のように表記される（オーストリアなどではDV 123という表記も見られる）。ドイッチュ自身が作品目録の序文で「自分の名前の略記ではなく、シューベルトの作品を表す記号として、省略記号であることを示す『. 』を用いずに使って欲しい」と述べている。ただしその場合もDと数字の間には半角スペースを入れるのが普通である。
ドイッチュの死後、1978年にヴァルター・デュルWalther Dürr（独語版）、アルノルト・ファイルArnold Feil（独語版）などによってドイツ語の改訂版 "Franz Schubert – Thematisches Verzeichnis seiner Werke in chronologischer Folge" が作られた。
シューベルトの作品には作品番号があるが、これはただ単にシューベルトの生前に出版された順序に付けられているに過ぎず、作曲年代がわからない上に、作品番号の付けられていない作品も多いため、近年はこのドイッチュ番号の方が多く用いられる。